# Battle Hymns
Battle Hymns är det amerikanska heavy metal/power metal-bandet Manowars debutalbum, utgivet 1982 av skivbolaget Liberty Records.
Skivan innehåller bland annat hits som Metal Daze men också William's Tale som blev Joey DeMaios första bas-sololåt med hans berömda Piccolobas. Legendariske skådespelaren Orson Welles medverkar på låten "Dark Avenger". 

## Låtförteckning
Sida A
1. "Death Tone" – 4:51
2. "Metal Daze" – 4:20
3. "Fast Taker" – 3:57
4. "Shell Shock" – 4:07

Sida B
1. "Manowar" – 3:38
2. "Dark Avenger" – 6:24
3. "William's Tale" (instrumental) – 1:54
4. "Battle Hymn" – 6:57

Text/Musik: Joey DeMaio/Ross H. Friedman ("Ross the Boss") (spår A1, A3, A4, B1, B2, B4), Joey DeMaio (spår A2), Gioachino Rossini (spår B3)

## Medverkande
Musiker (Manowar-medlemmar)
- Eric Adams – sång
- Joey DeMaio – basgitarr
- Donnie Hamzik – trummor
- Ross the Boss – gitarr

Bidragande personer
- Orson Welles – berättare (på "Dark Avenger")

Produktion
- Joey DeMaio, Ross the Boss – producent
- Bob Currie – exekutiv producent
- Joe Foglia – ljudtekniker
- Jim Sessody – assisterande ljudtekniker
- Jon Mathias – ljudmix
- John Agnello – assisterande ljudmix
- Joe Breschio – mastering
- Jonathan Louie, Bill Burks – omslagsdesign
- Gary Ruddell – omslagskonst